# Kolaba

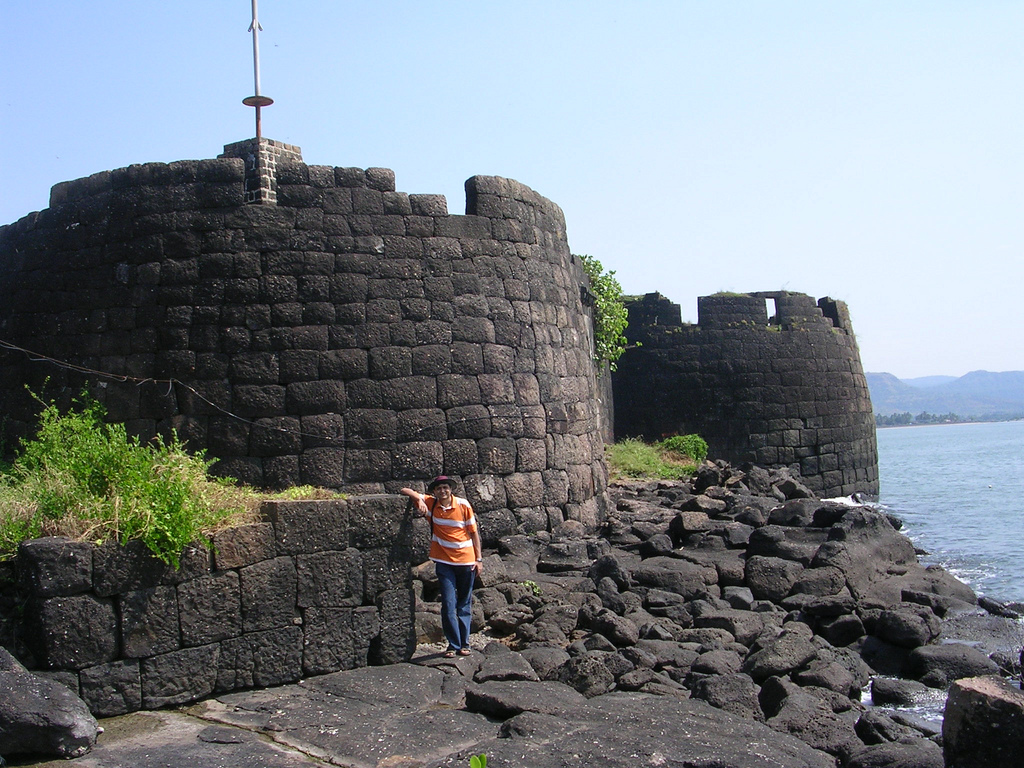
Entrada a Kolaba.

Kolaba fou un principat i fortalesa a Konkan, actualment al districte de Raigad, a Maharashtra. La fortalesa està situada en una illa a poca distància (1 a 2 km) d'Alibag, la capital del districte i a 35 km al sud de Bombai.

## Història
S'esmenta per primer cop quan Sivaji la va escollir com a principal fortalesa del sud de Konkan vers el 1660. Va reforçar les fortificacions el 1662 i va donar el comandament a Darya Sagar i Manik Bhandari sota els quals va esdevenir la base des de la que s'atacava als vaixells mogols, portuguesos i holandesos (i algun d'anglès). Vers el 1698 Kanhoji Angria, cap naval maratha de Sivaji, va dominar algunes fortaleses de la costa.
Entre 1707 i 1710, durant la lluita de Shahu, la vídua de Rajaram, de nom Tarabai, va confirmar a Kanhoji Angria en el govern de la costa ampliant de Bombai a Savantvadi i alguns territoris més. El 1713 Shahu va enviar una força sota el peshwa Bahiropant Pihgle per protegir l'interior de Konkan i va veure el poder d'Angria. Al sentir que el peshwa s'acostava, i sospitant males intencions, Angria li va sortir a l'encontre, el va derrotar i el va fer presoner; es va disposar a marxar a Satara; totes les tropes possibles foren mobilitzades contra ell i posades sota comandament de Balaji Visvanath però Kanhoji el va convèncer de les bondats de la confederació i que una aliança amb Shahu era beneficiosa; el peshwa quedava lliure, es desfeia de l'aliança amb Sambhaji de Kolhapur, donava suport a Shahu, i restaurava a Kanhoji en totes les seves conquestes excepte Rajmaci i li cedia 10 fortaleses i 16 posicions fortificades que controlaven tot el Konkan sent confirmat com almirall maratha amb títols de Vazaratmab i Sarkheb. El 10 forts eren Khanderi, Kolaba, Avchitgad, Suvarnadurg, Vijayadurg, Jaygad, Yashvantgad, Devdurg, Kanakdurg, i Fatehgad. Algunes de les fortaleses estaven en mans dels Sidis, almiralls mogols, com per exemple Srivardhan, i calia conquerir-les, el que va portar a la guerra entre Kanhoji i els Sidi. Com que Kanhoji va rebre suport del peshwa, Sidi Surul Khan es va haver de sotmetre i un tractat el 1714 va regular la situació. Kanhoji va escollir com a residència a Gheria (Vijayadurg) i va dominar tota la costa de Konkan.

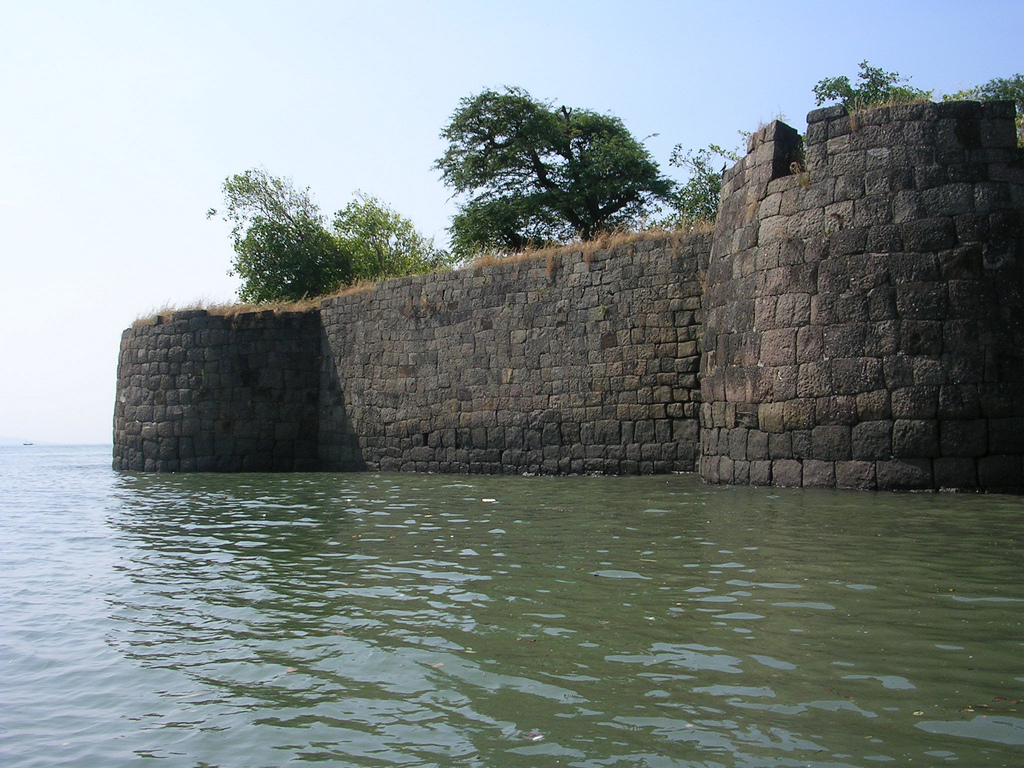
El Fort de Kolaba tocant al mar.

Després de 1714 les relacions de Kanhoji Angria i Shahu foren de gran cordialitat. Una entrevista molt amistosa es va fer a Jejuri el març del 1718. Un acord amb els britànics va establir que no serien atacats els vaixells procedents o que anessin a Bombai però això només fou un treva temporal i el 17 de juny de 1718 va esclatar la guerra; una expedició britànica contra Gheria va acabar en fracàs, doncs els soldats anglesos estaven mal pagats i mal equipats i eren poc disciplinats; una segona expedició esperava comptar amb l'ajut del renegat portuguès Manuel de Castro, subornat per abandonar el servei d'Angria, però la covardia dels soldats va portar a un nou fracàs; un nou atac al cap de dos dies fou igualment rebutjat i la força va retornar a Bombai (24 de novembre de 1718). Un nou intent contra el fort de Vijayadurg el 1720 va tornar a fracassar i Kanhoji va capturar un vaixell enemic. Kanhoji va arribar a oferir la pau als britànics sobre la base de la renúncia d'aquests a dominar la costa de Konkan; fins i tot alguns consellers van recomanar atacar Bombai.
Els anglesos van buscar l'aliança amb els portuguesos; aquestos desconfiaven dels anglesos però s'hi van avenir. Kanhoji va demanar ajut a Shahu. El 29 de novembre de 1721 l'expedició va sortir de Bombai i es va reunir als portuguesos a Cheul formant en total 6000 homes. L'avanç per terra cap a Kolaba fou lent però van arribar davant Kolaba el 12 de desembre quan ja els marathes havien reforçat la cavalleria. Mathews, el comandant anglès, fou ferit en un combat menor amb la cavalleria maratha quan vigilava el camp. Baji Rao, que dirigia als marathes, va posar en fuita als portuguesos i encara que els anglesos sota el coronel Braithwaite van intentar atacar, es van veure forçats a retirar-se; els canons i municions van caure en mans dels marathes; portuguesos i anglesos es van enfrontar llavors. Per sort Baji Rao va oferir un tractat honorable que els portuguesos van acceptar el 9 de gener de 1722 i l'antiga aliança amb els anglesos es va trencar. La lluita entre britànics i Kanhoji va seguir un temps. El 1724 Kanhoji va proposar la pau al nou governador de Bombai Phipps, però les negociacions no va arribar a res. El mateix 1724 els holandesos amb set vaixells van atacar Vijayadurg però foren rebutjats. El 1727, Kanhoji va decidir atacar els vaixells anglesos i va començar a capturar vaixells de la Companyia Britànica de les Índies Orientals. El 1728 Kanhoji semblava inclinat a la pau però el 1729 va capturar una galera anglesa i va fer presoner al seu capità Mc Neale que va intentar escapar sense èxit. El 4 de juliol de 1729 va morir Kanhoji (la data és discutida).
Va deixar sis fills, dos de legítims, Sekhoji i Sambhaji, i quatre il·legítims: Tulaji, Manaji, Dhondji, i Yesaji. Els dos primers van dividir les possessions paternes: Sekhoji es va establir a Kolaba i Sambhaji a Suvarnadurg. Aquesta divisió va reduir el poder de la família. El 1731, mentre Sekhoji ajudava al germà del peshwa Shimaji Appa en l'atac a Janjira, Ghazi Khan, un noble mogol, s'establí a l'Alt Cheul i va saquejar les terres de Kolaba. Deixant l'atac a Janjira, el peshwa i Sekhoji van marxar junts contra Ghazi Khan, el van derrotar i el van fer presoner destruint Rajkot la ciutadella dels musulmans de Cheul. Quan l'expedició contra Janjira es va reprendre va acabar en fracàs i Sidi Surul Khan no sols va defendre les seves possessions sinó que va passar a l'ofensiva i va fer molt de mal als territoris de Shahu. Però el Sidi, conscient de la necessitat de pau, va adoptar una política de compromís i encara que va adquirir el fort de Raigarh, va cedir al peshwa la meitat de Rajpuri, incloent les petites divisions de Tala, Ghosale, Nizampur, Ghodegahv, Birvadi, i la meitat de Govale.
Els marathes no obstant estaven disposats a imposar una posició subordinada als Sidis i el 1732 van fer un tractat secret amb Yakub Khan àlies Shaikji, un koli convers a l'islam que era un dels millors oficials del Sidi i era patel de Guhagar; a canvi de desertar de la causa del seu senyor, rebria el comandament de la flota maratha en els territoris del Sidi i 2% dels ingressos al Baix Konkan de Pen a Kolhapur; el seu germà seria nomenat lloctinent amb comandament a Raigarh; amb aquesta ajuda una tropa fou enviada a Janjira el 1733 però els plans van fallar i en la guerra que va seguir, encara que la flota del Sidi va ser capturada a Rajpuri pels esforços combinats del peshwa i Angria, no va tenir prou efecte i els marathes es van acabar retirant. No obstant el poder del Sidi declinava i la seva flota ja no era rival per la flota maratha.
Al mateix temps els mogols havien perdut el poder a Surat on Tegbakt Khan s'havia erigit en governant independent i havia obtingut alguns èxits mercès a les municions i subministraments dels anglesos. Aquestos volien obtenir de Tegbakt Khan la posició i ingressos dels almiralls mogols de Surat i es volien valer de Janjira que era el seu aliat i que com enemic dels marathes convenia no molestar. Els anglesos, que tenien una important factoria a Surat, es van acontentar a garantir el pas dels comerciants a Surat, amb fer una expedició contra els pirates kolis de Sultanpur a Kathiawar, i a fer diversos esforços per induir al governant de Surat a transferir la seva lleialtat (i la seva flota) de Janjira als britànics. Tegbakt Khan inicialment desitjava complaure als anglesos però quan el seu poder va quedar fermament establert la seva idea va canviar. Els marathes gaudien ara de la major part dels ingressos als territoris a l'entorn de Surat i Tegbakt Khan es va trobar mancat de diners; segons el costum els almiralls de les flotes rebien una gran part dels subsidis per ús personal, però si es posava al servei dels anglesos els hauria d'entregar tot i finalment va rebutjar l'aliança anglesa; els actes d'opressió que van seguir va portar als anglesos fora de Surat, quedant dalt els seus vaixells a la desembocadura del Tapi. Una flota de Janjira fou enviada a actuar contra ells però la van rebutjar i van bloquejar el riu; aquest bloqueig va causar un desastre a Surat i Tegbakt Khan va quedar forçat a acceptar les queixes angleses, i els anglesos van abandonar l'aspiració a l'almirallat de Surat; el 6 de desembre de 1733 Janjira i la Companyia Anglesa de les Índies Orientals van signar un tractat d'aliança ofensiu i defensiu.

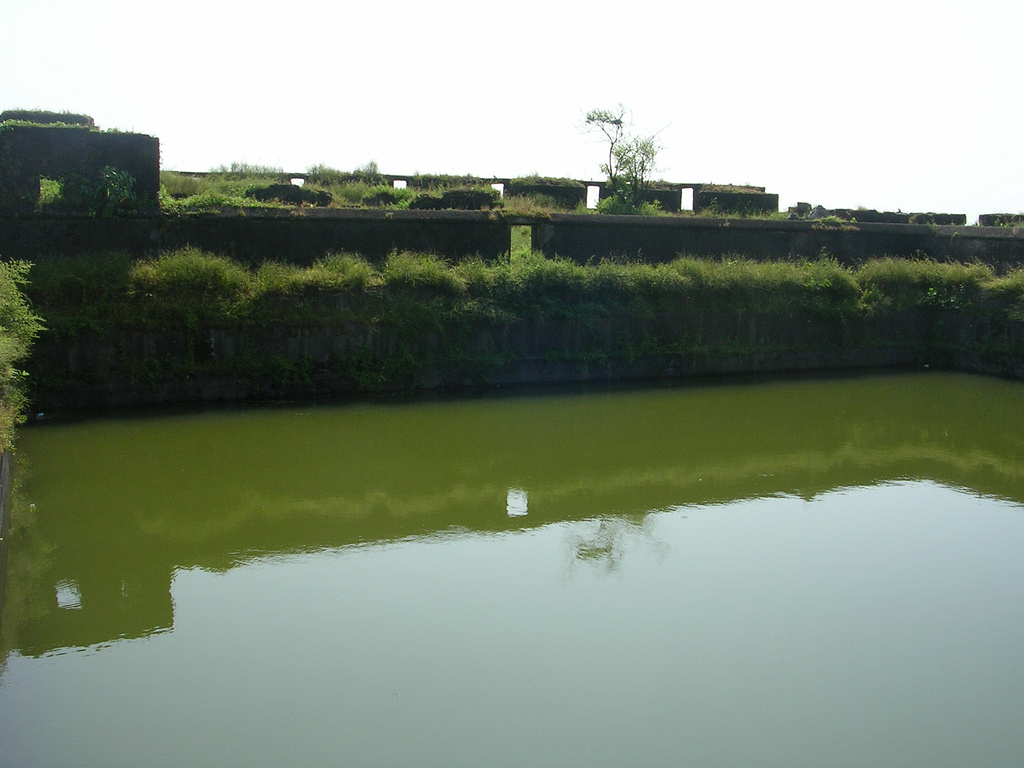
Tanc d'aigua al centre del Fort de Kolaba.

Això fou aprofitat per Tegbakt Khan per apoderar-se de tots els subsidis de la flota; el Sidi va tractar de recuperar la seva part però al no poder-los obtenir per mitjans pacífics va reunir una flota i es va apoderar de diversos vaixells a la boca del Tapi; els anglesos foren reclamats com a mediadors i l'agost de 1735 Tegbakt Khan es va comprometre a pagar al Sidi 240.000 rupies per retards al subsidis i 150,000 per l'any en curs; però no va aconseguir complir amb el pactat, i l'agent del Sidi a Surat va tallar altre cop el comerç i va apujar les seves peticions a 900.000 rupies. Per segona vegada Tegbakt va reclamar l'assistència dels anglesos que aquesta vegada van refusar intervenir. Finalment el senyor de Surat va aconseguir un tractat el febrer de 1736, recuperant els vaixells confiscats pel Sidi i havent de cedir un terç dels drets de duana per terra i mar, una part del cotó i altres fons con els ingressos de la divisió de Bulsar, pagaments deguts per Bhavnagar a Kathiawar i un terç del gra que passava per les duanes.
El 1734 a la mort de Sidi Surul Khan, el va succeir el seu fill gran Sidi Abdullah, que va ser assassinat pel seu germà petit Sidi Saat (o segons una altra versió per Sidi Sambal, un esclau de Sidi Surul. Sambal va governar dos anys i fou assassinat el 1736 per tres esclaus, Sidi Sallam, Sidi Faraz i Sidi Sayyid, que van posar al tron a Sidi Rahman) que va usurpar el tron en perjudici de Sidi Rahman, el germà gran que estava absent de Janjira. Yakub Khan, el general de Janjira, que tenia un tractat secret amb els marathes, va abraçar la causa de Rahman i va demanar suport a Shahu.
Chatrapati Shahu i el peshwa Baji Rao I no van desaprofitar l'oportunitat. Hi havia alguns comptes pendents: el guru de Shahu, Brahmendrasvami, que havia establert una capella a Chiplun estava enemistat amb els Sidis que dominaven Govalkot, just enfront de Chiplun i havien destruït la capella el 1727 (el guru pressionava a Shahu per exercir venjança); des de 1689 Aurangzeb havia conquerit Raigarh, l'antiga capital de Sivaji i l'havia cedits als Sidis i els marathes la volien recuperar per una qüestió de prestigi; i el peshwa era natural de Srivardhan, territori que pertanyia al Sidi i que es considerava mal administrat per aquest i reclamava l'ajut del peshwa. A més el Sidi representava als mogols a l'oest com el Nizam els representava a l'est i seguien una política concertada contra els marathes. La campanya fou dirigida per Shahu i va començar bé. Sekhoji Angria va atacar Underi. el naik Bakaji, un oficial dels Angria, va atacar Bankot i Mandangad; Pratinidhi va atacar Anjanvel, i Baji Rao i Fateh Singh directament Janjira. Fins i tot Mathurabai i Laksmibai, les dues vídues de Kanhoji Angria van prendre part a la guerra. En poc temps Birvadi, Tala, Ghosale foren ocupades; Pratinidhi va entrar a Raigarh; l'atac a Janjira fou tant violent que el govern local va deixar la ciutat a Sidi Rahman el protegit del peshwa i va fugir cap al sud. Sidi Rahman va cedir la meitat dels seus dominis als marathes (els mahals de Mamie i Tala, les parganes de Ghosale i Birvadi, les tappes de Godegaon i Nizampur i la meitat de la tappa de Govale amb 24 pobles i mig). Janjira va conservar les parganes de Nandgaon, Shrivardhan, Diva i Mahasla, la tappa de Mandla, i 24 pobles i mig de Govale (a més el Sidi va renunciar als ingressos de Nagothana, Ashtami o Roha, Pali, Asriadharne, i Antora). Sembla que aquest tractat es va signar vers 1736.
Sekhoji va morir el 28 d'agost de 1733 i els seus germans Sambhajl i Manaji van començar una lluita successòria i això va afectar la guerra contra el govern usurpadors de Janjira del 1736, però no prou. La campanya dirigida per Shimaji Appa, germà del peshwa, va acabar amb la mort de Sidi Saat o Sumbul prop de Revas el 1736. La lluita hauria durat del febrer de 1733 al maig de 1736 però els Sidis van romandre a Janjira i Govalkot i al cap de tres anys vers el 1739, Sidi Rahman fou enderrocat i el seu germà Sidi Hasan va pujar al poder.
La successió dels Angria va passar a Sambhaji que va romandre a la seva capital Suvarnadurg associat amb el seu germanastre Tulaji, i va nomenar als seus germanastres Yesaji i Manaji com a governadors civil i militar de Kolaba. Poc després Manaji es va barallar amb Sambhaji i Yesaji, i al no poder resistir el poder d'aquestos, es va refugiar amb els portuguesos al Baix Cheul o Revdanda. Allí va reunir un grup petit de partidaris i en un cop de mà es va apoderar del fort de Kolaba.
Manaji tenia així el poder a aquesta ciutat i amb el suport del peshwa va derrotar a Yesaji i el va fer presoner. Fou empresonat a Poynad i després a Alibag (a la costa prop de Kolaba) però es va escapar i es va refugiar amb el peshwa que va decidir que no tenia dret a Kolaba i després de fer-li prometre que no alteraria més la pau li va donar una pensió i el va enviar a Revdanda.
Manaji va resistir amb èxit a Sambhaji, i es va aliar a Shahu i va tractar de conquerir el fort d'Anjanvel que pertanyia al Sidi. El govern de Bombai va enviar unes galeres en ajut del Sidi però com que tenien ordes de no participar en la lluita foren de poca ajuda. El peshwa va prendre possessió de Raigarh i Mahad, i Manaji es va apoderar d'alguns vaixells i es va establir a Revas al riu Pen. El govern de Bombai no podia permetre l'establiment maratha al port de Bombai i va enviar quatre creuers però per discòrdies entre els comandants britànics la flota d'Angria es va poder escapolir. Llavors els britànics i Janjira van fer una aliança estreta contra Angria, per la qual les preses fetes a la mar serien pels anglesos i les de terra pels Sidis; Khanderi si era conquerida passaria als anglesos i la fortalesa de Kolaba seria demolida i els ingressos de la comarca repartits entre el Sidi i els britànics.
El 1736, Sambhaji de Vijayadurg va capturar el vaixell anglès Derby, el vaixell de guerra Restoration, i altres vaixells més petits. Poc després Sambhaji es va presentar a Alibag i va tractar d'expulsar a Manaji de Kolaba. El govern de Bombai va intentar aprofitar per debilitar als Angria i va ajudar a Manaji amb diners i subministraments. Manaji va obtenir també l'ajut del peshwa a canvi dels forts de Kotaligad i Rajmaci prop de Khandala, Thai, Tirgad i Uran i d'un tribut de set mil rupies. A més els anglesos van enviar alguns vaixells que van dispersar a la flota de Sambhaji i el van obligar a retirar-se cap a la boca del Rajpuri, però no va ser gaire afectat i va poder seguir amb els seus atacs a vaixells anglesos; finalment va oferir la pau a canvi de lliure pas pels seus vaixells en aigües angleses, i un tribut de dos milions de rupies a l'any, proposta rebutjada
Manaji d'altra banda, tot i l'ajut anglès, també atacava vaixells britànics i es va apoderar d'Elephanta i Karanja. A canvi de la restitució es va signar un tractat de pau. El 1739, mentre els portuguesos eren assetjats a Vasai per les forces del peshwa maratha manades per Shimaji Appa, Manaji va bloquejar per mar impedint l'arribada d'ajut. Al mateix temps un atac holandès a Vijayadurg era rebutjat per Sambhaji.
El 1740 la flota portuguesa fou destruïda per Manaji Angria i el 14 d'octubre es va signar un tractat entre el peshwa i el virrei de Goa pel que els portuguesos cedien Chaul provisionalment als anglesos que actuaven de mediadors, que complides altres condicions menors, la van entregar el novembre als marathes. El 1740 o 1741 Sambhaji Angria, amb el suport del seu germanastre Tulaji, va atacar a Manaji i es va apoderar de Chaul (gener de 1741?). S'hauria apoderat també d'Alibag, Thai i Sagargad, assetjant Kolaba, tallant l'aprovisionament d'aigua. Manaji va demanar ajut al peshwa i als britànics i en la lluita Tulaji fou fet presoner. La flota anglesa va expulsar a la de Sambhaji cap a la costa de Ratnagiri i finalment cap a Suvarnadurg. Com que Manaji va veure que els oficials del peshwa aspiraven a dominar Kolaba va fer una treva amb Sambhaji, i els plans dels oficials del peshwa foren aturats per les notícies de la mort de Baji Rao. Sambhaji, lliure de perill d'atacs pel nord va estendre el seu poder sobre Dabhol (comarca de Ratnagiri) i gran part de Savantvadi (1740). Va morir el 12 de gener de 1742 i fou succeït pel seu germanastre Tulaji. En aquest temps la seva flota era de 8 vaixells de 400 tones.
La rivalitat entre els Angria i el peshwa va causar cert acostament entre el Sidi i el Peshwa. El 1744 per prevenir que Angria prengués possessió del fort Madgad a uns 20 km al sud de Janjira, el Sidi el va cedir al peshwa. A la mort de Sidi Hasan el 1745 el tron fou usurpat per Sayyad Allana, però el 1746 fou recuperat per l'hereu legítim Sidi Ibrahim Khan.
En la seva política contra els Angria, el comandant peshwa del fort de Mahuli va atacar territori de Manaji el 1747 però fou rebutjat prop de pas de Thal. Poc després el Sidi de Janjira van enviar una força poderosa contra Kolaba, però mentre Ramaji Mahadeo va aconseguir la reconciliació entre Manaji i el peshwa; com que Manaji va tenir ara l'ajut del peshwa, les forces del Sidi foren completament derrotades entre Thal i Nagariv, a pocs quilòmetres al nord 'Alibag.
El nou sobirà a Vijayanadurg, Tulaji Angria, va demostrar ser tant perillós pels vaixells britànics com Sambhaji. El 1749 va atacar a la flota del comodor James però després de dura lluita va haver de retornar a Gheria. L'any següent, tot i la seva derrota anterior, es va sentir prou fot per atacar al comodor Lisle que manava una flota de diversos vaixells entre els quals el Vigilant de 64 canons i el Ruby de 50. El febrer de 1754, va atacar tres vaixells holandesos de 50, 36 i 18 canons destruint els dos grans i capturant l'altra. L'activitat de Tulaji costava a la Companyia Britànica mig milió de rupies l'any que es gastaven en protegir els vaixells mercants. Tulaji va construir diversos vaixells entre els quals dos de grans i va aspirar al domini de la mar.

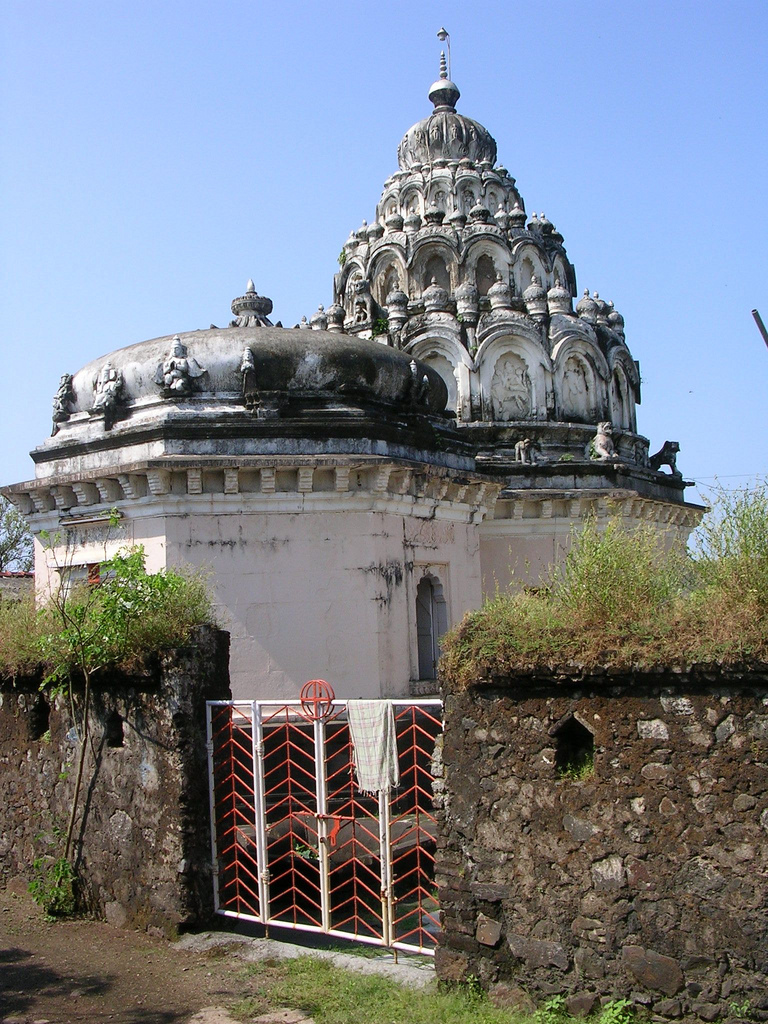
Temple de Siddhivinayak al fort de Kolaba.

En aquest període l'atenció dels anglesos es va desviar cap a Surat on Tegbakt Khan havia mort el 1746, i els anglesos van donar suport com a successor a Miya Akhan que el 1748 es va assegurar el comandament de la ciutat i de la fortalesa. Però el 1751 els seus rivals Safdar Khan i el seu fill Vakhan Khan, que tenien el suport del Sidi i dels holandesos als que s'havia promès la meitat dels ingressos de la ciutat van aconseguir el suport de Damaji Rao Gaikwar. Miya Akhan fou enderrocat i se li va donar el comandament del castell de Surat. Alguns vaixells del Sidi van arribar a Surat i van restar al riu Tapi sota el comandament de Sidi Masud, un home hàbil que va veure l'oportunitat d'apoderar-se del castell, i la va aprofitar. Miya Akhan es va retirar a Bombai. Amb la derrota dels seus a Surat els anglesos i el peshwa es van enemistar amb el Gaikwar i van planejar eliminar a Safdar Khan i Sidi Masud i agafar a mitges el comandament de la ciutat; els anglesos van equipar una flota i van atacar Surat des del riu mentre el peshwa va enviar un exèrcit per terra; però aviat el Gaikwar es va reconciliar amb el peshwa al que va prometre la meitat de la seva part en els ingressos de Surat. El peshwa va cridar a les seves forces i els anglesos es van haver de retirar a Bombai, i Surat va quedar fora de la influència anglesa. Propietats i personal anglès de la factoria a Surat foren confiscats o empresonats i sota pressió dels holandesos el cap de la factoria britànica va haver de signar un tractat (novembre de 1751) amb Safdar Khan i amb Sidi Masud (el cap militar de Janjira) pel que acceptava expulsar de Surat als soldats de la Companyia, europeus o indis. Aquest tractat fou rebutjat pel govern de Bombai i el 1752 en va presentar un de nou en el qual la propietat confiscada era restaurada i els anglesos pagaven 200.000 rupies per les despeses en les lluites i les pèrdues causades a les duanes. En els següents quatre anys (1752-1756) Sidi Masud, mentre seguia en amistosos termes amb Safdar Khan, i amb els holandesos, va anar agafant el poder a Surat. Va morir el 1756 i el va succeir el seu fill Ahmad Khan que era molt jove i ja no va gaudir del poder que tenia el seu pare. les lluites faccionals van retornar a la ciutat. El Sidi i els holandesos afavorien a Ali Nawaz Khan el rival del seu antic aliat Safdar Khan. I aquest va optar per Faris Khan al que va designar el seu hereu i va demanar ajut als anglesos als que va oferir l'almirallat de Surat si expulsaven al Sidi de la ciutadella, però l'oferta no fou acceptada i el gener de 1758 Safdar Khan va morir i tot i la reclamació de Faris Khan fou succeït per Ali Nawaz Khan, aliat del Sidi i els holandesos. Els seguidors de Faris Khan van proposar als anglesos el nomenament del cap de la seva facció com a governador amb la ciutadella i la flota manada pels anglesos i a canvi oferien cinc pagaments anuals de 200.000 rupies. Els anglesos hi van estar d'acord i amb una excusa (l'insult d'alguns anglesos per part de gent del Sidi) es va iniciar una expedició (1758) però el tractat mai es va executar en amenaçar el peshwa d'atacar Vasai i Bombai.
El peshwa havia tractat de dividir el poder dels Angria: els sobirans de Vijayadurg (des de Sambhaji) portaven el títol de Sarkhel, i els de Kolaba (des de Manaji) el de Vazaratmab, títols concedits pel peshwa. El 29 de març de 1755 d'acord Ramaji Mahadeo Bivalkar, subadar maratha de Konkan, i Richard Bourchier, governador de Bombai, una expedició fou enviada a Gheria, la ciutat al costat de Vijayadurg. La fortalesa de Suvarnadurg fou atacada i ocupada el 1755. La conquesta de Gheria i el fort de Vijayadurg era més complicada. A finals d'any (22 de desembre de 1755) el comodor James fou enviat a inspeccionar la fortalesa i va detectar molts punts vulnerables. El govern de Bombai va enviar un esquadró sota l'almirall Watson i forces de terra sota el tinent coronel Robert Clive (després Lord Clive). El 7 d'abril va començar l'atac. La fortalesa fou conquerida el 12 d'abril de 1756. Es van fer 500 presoners i 8 anglesos i 3 holandesos foren rescatats; el botí va pujar a un milió dues-centes cinquanta mil rupies; es van trobar 250 canons i 6 morters i municions i provisions diverses.
Tulaji Angria va quedar presoner fins a la seva mort. Possiblement fou confinat primer a Rajmaci, després a Ahmadnagar, Chakan, Dawlatabad, Poona i finalment a Vandan prop de Satara, on va morir el 1786. La seva tomba i la de les sis esposes (una de les quals va fer el sati) són a Vijayadurg. Segons l'acord establert el 1755 Bankot, 8 pobles de la rodalia i Dasgahv van passar als britànics. El govern de Bombai volia conservar Gheria i va oferir bescanviar-la per Bankot però el peshwa no ho va acceptar i finalment els britànics van acceptar entregar Gheria als delegats del peshwa l'octubre de 1756. Va esdevenir la seu del districte maratha i el govern fou concedit a l'almirall Anandarav Dhulap, els descendents dels quals encara viuen a Vijayadurg. Anandarav va defensar els interessos marathes de manera eficient.
El 1757 Manaji de Kolaba estava amb el peshwa en la lluita contra el nizam d'Hyderabad quan els seus dominis foren envaïts pels Sidis de Janjira que els van saquejar. Manaji va retornar (1758) i va expulsar els invasors però va fracassar en un atac a Danda-Rajpuri. Manaji va morir el 23 de setembre de 1758 (el 1759 segons altres fonts). Segons les cròniques, amb l'ajut del seu germà Dhondji, va augmentar els ingressos de l'estat i en va millorar la condició. Li va succeir Raghuji Angria, el fill gran dels seus almenys deu fills il·legítims (Raghuji, Mahimaji, Chimaji, Dhondji, Krishnaji, Tulaji Hiroji, Tukoji, Sambhaji i Ramaji; altres fonts diuen que 14 fills: 10 legítims i 4 il·legítims.
El 1758 Miya Akhan que vivia a Bombai des de 1751, va retornar a Surat i el desembre, amb l'ajut dels que li eren favorables i el de Sidi Ahmad, va expulsar a Ali Nawaz Khan del govern i va ocupar el seu lloc. Però els Sidis van tenir la màxima influència i decidien sobre tots els afers importants. Miya Akhan se'n va cansar; davant del perill maratha els comerciants van demanar als anglesos fer-se càrrec del comandament de la ciutadella i de la flota; amb aquest suport i reforçats per la presència d'un esquadró militar i la gran habilitat del delegat britànic a Surat, Spencer, el govern de Bombai, van decidir eliminar els oficials de Sidi Ahmad del govern de la ciutadella i de la flota. Per evitar la interferència maratha el govern de Bombai va aconseguir el suport del peshwa a l'acció: els oficials del Sidi serien expulsats i el comandament de ciutadella i flota passaria a oficials britànics i els subsidis de la flota o tanka es dividirien en tres parts, un pel peshwa, un pels britànics i un pel nawab de Surat; els marathes s'abstindrien de participar en cap lluita a Surat.
El 15 de febrer de 1759 un cos de forces de terra amb 800 europeus i 1500 natius, i un destacament d'artilleria, es van presentar a la desembocadura del Tapi dirigits a terra pel capità Maitland i a la mar pel capità Watson. Les tropes van desembarcar prop de Domas i van expulsar a les forces favorables als Sidis cap a la muralla oest de la ciutat. Les muralles foren bombardejades amb pocs resultats fins que un atac per terra i des del riu al límit nord de la muralla va aconseguir obrir bretxa. Els Sidis es van retirar a la muralla interior però després de 20 hores de bombardeig va imposar la rendició amb la connivència del comandant militar de la factoria holandesa i d'un dels oficials del Sidi. Segons aquest acord Miya Akhan restaria governador però Faris Khan seria el seu lloctinent. El castell o ciutadella i la flota passaven als britànics. Miya Akhan va acceptar els termes i el 4 de març de 1759 es va signar l'acord. Miya Akhan va obrer la porta de la ciutadella i els partidaris del Sidi que volien resistir van haver de rendir-se i van poder sortir amb armes i bagatges.
Però els oficials marathes no estaven d'acord amb aquest control britànic i van decidir bloquejar la ciutat per terra. El govern de Bombai va protestar al ministre Nana Farnavis a Poona i va obtenir satisfacció; es van despatxar ordes de posar fi al bloqueig. Les noves autoritats de Surat van poder atreure el favor popular amb repartiments d'objectes i peces de roba (kinkhab) als oficials principals incloent els marathes. Mentre els britànics van enviar una delegació a Delhi demanant a l'emperador un sanad per legalitzar la situació. A Delhi el poder efectiu el tenia Ghazi al-Din que era aliat dels marathes però que gaudia amb la seva importància i va donar el sanad personalment abans que el peshwa pogués impedir-ho. El darbar de Poona va protestar a l'ambaixador anglès Price, ja que Ghazi al-Din no podia emetre sanads sense permís de l'emperador, però els britànics van al·legar que el sanad de nomenament de comandants de la fortalesa de Surat i de la flota mogol de Surat era tant valid com els drets en contra al·legats pels marathes que tampoc tenien el suport imperial.
El 1759 els Sidis van atacar Kolaba i van destruir molts temples i assolar molts pobles, però Raghuji amb l'ajut del peshwa va aconseguir expulsar-los. Va atacar la fortalesa del Sidi a l'illa d'Underi prop de Khanderi i la va conquerir després d'una dura lluita (28 de gener de 1759) i la va cedir al peshwa a canvi del seu ajut sent rebatejada Jayadurg. El fort de Kansa o Padmadurg prop de Murud fou capturat també el 21 de febrer de 1759. Janjira hagués seguit la mateixa sort si Sadasivrav Bhau no hagués estat cridat al nord. Raghuji va tenir més cura que altres membres de la família Angria en els seus atacs contra vaixells comercials i va ser un bon governant millorant el seu estat fent concessions d'explotació de sal a Cheul, Aksi, Thal, i altres viles de la costa. Forbes, que va visitar Alibag, al costat de Kolaba, el 1771, va trobar a Raghuji vivint a l'illa i fortalesa de Kolaba encara que el seu palau, el tresor, estables i jardins estaven a Alibag; llavors pagava al peshwa un tribut de 200.000 rupies ui gaudia de les seves terres en tinença militar amb aportació de tropes; el territori era pròsper i la vall del Cheul entre Kolaba i Roha tenia molta població i estava especialment ben cultivat.
El 1780 el governador maratha Anandarav de Vijayadurg va atacar i capturar un vaixell angles que portava la cort de Directors, i va empresonar a un oficial a Rasalgad prop de Mahabaleshwar. L'abril de 1782, va capturar al vaixell Ranger de la marina de Bombai.
Raghuji va morir el 1793, deixant de la seva esposa Anandi Bai, de la família Bhonsle, dos fills legítims: Manaji i Kanhoji, els dos menors d'edat; també va deixar un fill il·legítim ja més gran, de nom Jay Singh. Aquest va assolir la regència (títol karbhari) amb el permís del darbar de Poona i va designar com a sobirà al nen Manaji. Anandi Bai, la mare de Manaji, considerà dolenta la influència de Jay Singh sobre el seu fill i va preparar un complot; Jay Singh en va tenir notícies i va detenir i executar a dos consellers de la reina vídua i a quatre més els va empresonar, i va desterrar del territori a tots els membres de la família Bhonsle. El peshwa va enviar a Madhav Rao Hari Phadke i Jivaji Ballal per restaurar l'ordre i establir un acord entre les dues parts. A Kolaba però Manaji va confirmar el primitiu acord aprovat pel peshwa i va ordenar a les dones de la família no interferir en afers polítics.
Així Anandi Bai va veure que el peshwa no l'ajudaria i va aixecar tropes favorables assetjant Kolaba que va ocupar. Jay Singh fou empresonat i el seu conseller executat. Després de quatre mesos Jay Singh va poder fugir i va reunir alguns seguidors amb els quals va assetjar Hirakot a Alibag. Anandi Bai va dirigir un exèrcit contra els assetjants i en una sagnant batalla va derrotar a Jay Singh que va fugir cap a Poona. En absència de Jay Singh la seva esposa Sakvarbai va reagrupar als partidaris del seu marit i va conquerir Nagothana. Al saber l'èxit de la seva dona, Jay Singh va retornar, va obtenir diverses victòries i finalment el 1796 va derrotar els seus rivals prop de Cheul. Manaji, que donava suport a la seva mare, va fugir amb alguns seguidors cap a Mahad i Anandi Bai va morir del disgust. Jay Singh es va dirigir contra Alibag, i va conquerir els forts de Hirakot, Sagargad i Khanderi. Al saber que el peshwa havia promès ajut a Manaji, Jay Singh va demanar ajut a Babu Rao, comandant de les forces de Sindhia del que era parent (era fill de Yesaji i net de Kanhoji Angria). Babu Rao va acordar el seu suport però va posar la condició que si volia Kolaba per a ell mateix hauria de comptar amb l'aprovació del peshwa. Llavors Babu Rao va marxar cap a Alibag amb el suport de Daulat Rao Sindhia i el seu general Haripant, va conquerir la fortalesa de Hirakot. Llavors es va apoderar per traïció de Manaji, del germà d'aquest Kanhoji, i de Jay Singh. Sakvarbai, l'esposa de Jay Singh va agafar novament la direcció de les forces del seu marit i va ocupar el fort de Khanderi. El 1799 Manaji i el seu germà Kanhoji van poder fugir a Poona, i van retornar amb alguns seguidors, però foren derrotats a Cheul i Nagothana, i van caure altre cop presoners.
Babu Rao (Babu Rao Angria) era ara l'amo indiscutit i va rebre la investidura de Kolaba del peshwa Baji Rao II. Babu va intentar ocupar Khanderi a Sakvarbai però fou rebutjat; llavors Babu Rao va idear un pla; va fer arribar un fals missatge a Sakvarbai en el que se li comunicava que el seu marit Jay Singh havia fugit i l'esperava a Alibag. Sakvarbai s'ho va creure i va sortir de Khanderi i en la seva absència Babu Rao se'n va apoderar i va aconseguir d'altra banda atrapar a Sakvarbai a la que va fer presonera i va tancar amb el seu marit i un fill. Jay Singh fou executat poc després. El fill gran de Jay Singh, Murarji, va poder fugir a Bombai.
El 1800 els britànics de Bombai van enviar al tinent Hayes contra els pirates de Vijayadurg, i encara que els va infringir greus pèrdues al final no va aconseguir res definitiu.
Murarji Angri que s'havia refugiat a Bombai, va reunir una força de dos mil homes el 1807, i la va posar sota la direcció del seu lloctinent Bacaji Seth, un ferrer de Revdanda. Bacaji es va apoderar de la fortalesa de Hirakot a Alibag i de Sagargad. Però Babu Rao va rebre suport dels britànics per mar i del peshwa per terra, va subornar als oficials de Bacaji, els va capturar junt amb altres (i alguns foren penjats a les roques de Sagargad) i va recuperar les fortaleses.
Babu Rao va morir el 1813 i durant un any l'estat fou administrat per la seva vídua Kals Bai. El disturbis havien causat molts danys a Kolaba i els ingressos havien caigut a 300.000 rupies. El 1814 Manaji es va proclamar sobirà i fou reconegut pel peshwa que a canvi va rebre l'illa i fortalesa de Khanderi i 20 pobles amb uns ingressos de deu mil rupies. Manaji va morir el 1817 i el va succeir el seu fill Raghuji de 14 anys.
Baji Rao II havia decidit trencar amb els britànics (1817) i va enviar a la seva dona a la fortalesa de Raigarh, i poc després, el 1818, poc abans de l'inici de la guerra entre el peshwa i els britànics, les cessions de Khanderi i els 20 pobles foren retornades als Angria a canvi del seu ajut. Després de la conquesta de Visapur i Lohagad prop del cim del Borghat pel tinent coronel Prother (17 de març de 1818) va arranjar la captura de totes les places fortes de Kolaba. Tala i Ghosale van caure sense lluita i les tropes angleses van marxar de Indapur cap a Mahad.. El major Hall del regiment 89 amb un destacament de 200 europeus i molts més sipais fou enviat a Raigarh on, després d'un obstinat setge d'11 dies, el fort va capitular. El maig de 1818 el coronel Imlack va intentar ocupar Vijayadurg, però fou rebut amb foc i els seus vaixells van haver de retirar-se però ja acabada la guerra amb el peshwa, tot el districte havia passat als britànics i el juny de 1818 els comandants locals, dos germans de la família Dhulap, es van rendir. Al riu fou capturat el vaixell almirall de 430 tones.
Raghuji per la seva minoria, va restar al front de Kolaba sota protecció britànica. L'administració efectiva fou confiada al ministre del seu pare Vinayak Parasuram Bivalkar. Quan va arribar a la majoria, Raghuji no es va poder desfer del ministre que tenia el suport de tots els principals oficials de l'estat i que arruïnava al país per les seves extravagants despeses. El 1821 Kals Bai la vídua de Babu Rao va demanar als britànics suport per la reclamació del tron de Kolaba del seu fill Fateh Singh però els britànics van considerar que com que el peshwa havia acceptat la supressió de la branca de Babu Rao en la successió, la qüestió no s'havia de tornar a obrir. El juny de 1822 les relacions entre el sobirà de Kolaba i el govern britànic foren fixades per un tractat pel qual la supremacia britànica i el seu dret d'investidura, concessions de drets, títols i terres, foren reconeguts i es van establir apartats pel manteniment dels membres de la família reial.
El govern de Raghuji i en realitat del ministre Bivalkar, fou marcat per una gran crueltat i opressió. Raghuji va morir el 26 de desembre 1838. Va deixar tres vídues: Kamlabai, Ambikabai i Yasodabai, de les que la tercera esperava un fill; tenia també dues filles i quatre fills il·legítims. A la mort del sobirà fou enviat a Kolaba l'anglès Courtenay per prevenir cap intent de frau i garantir que no hi havia parent directe mascle per la successió. Courtenay va arribar a Kolaba el 29 de desembre de 1838 i el 29 de gener de 1839 va informar que Yasodabai havia donat a llum a un fill de nom Kanhoji (fins al seu naixement la successió era reclamada per un nebot de Babu Rao).
Sambhaji, germà de Raghuji II, residia aleshores a Gwalior i a la mort de Raghuji va dirigir una carta al govern de Bombai, la successió li corresponia com a germà. El resident britànic a Gwalior va donar suport a aquesta reclamació però el naixement del fill pòstum de Raghuji va acabar aquest afer. El 6 de febrer de 1839 el govern va reconèixer el nadó com a sobirà de Kolaba amb el nom de Kanhoji II Angria. El ministre Bivalkar fou cridat a Bombai per rebre instruccions per la bona administració de l'estat durant la minoria. Bivalkar seguiria al front del govern associat amb la vídua més gran Kamlabai. Després de l'acord Courtenay va sortir de Kolaba. El governador general va donar l'aprovació. Però l'infant va morir el 21 de març. Sense successió legitima i per la doctrina del lapse, l'estat passava als britànics. La vídua va reclamar poder adoptar però el governador general va refusar aquesta possibilitat. El mateix any 1839 el fort fou entregat als britànics i l'estat va quedar completament controlat el 1840. El 2 de novembre d'aquest any una banda de ramosis van entrar al districte des dels territoris de Pant Saciv, i van saquejar Nizampur, Nagothana i Roha; un contingent del regiment 15 fou enviat contra ells i el conflicte fou aviat eliminat; molts saquejadors foren capturats i castigat.

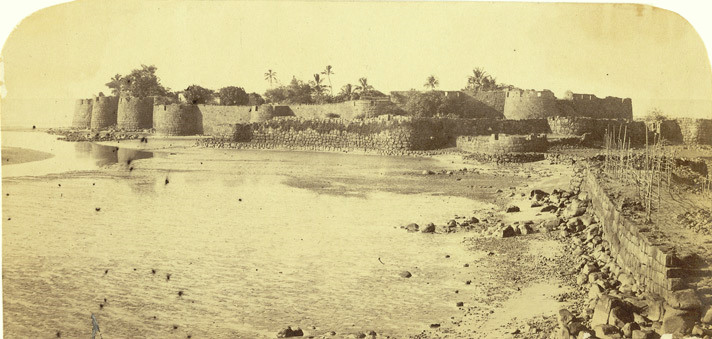
Kolaba Fort 1855

L'estat fou formalment annexionat formalment el 30 de desembre de 1843 per un acord de la cort de directors. La propietat personal fou distribuïda entre els membres sobrevivents de la família segons la llei ordinària i el costum i es van concedir algunes pensions especialment les vídues (28.000 rupies a l'any, 12.000 a la més gran i 8.000 a cadascuna de les altres). Ambikabai va morir el 4 de febrer de 1848 i Kamlabai el 20 de març de 1852. El 1853 la tercera vídua Yasodabai va adoptar un fill de nom Manaji Rao, sense transcendència política, però que va poder reclamar la propietat personal dels Angria; però el govern va rebutjar la reclamació finalment el 17 d'agost de 1865. Yasodabai va fer una nova cerimònia d'adopció el maig de 1882 i va demanar revisió de la decisió al virrei però per carta de 18 de febrer de 1884 fou informada que no hi havia lloc per la seva pretensió. Yasodabai va morir poc després. Però altres pretendents van reclamar judicialment i el 21 d'abril de 1891 va acabar amb el resultat que Manaji Rao fou reconegut com l'únic hereu legal de la família Angria. Manaji va morir el 1896 i va deixar una filla de nom Srimant Jijabai i la vídua Gajarabai; aquesta darrera va morir l'11 de març de 1897 dos dies després que hagués adoptat (potser sense capacitat) obrint un altre plet successori, fins que finalment els tribunals van rebutjar el 1900 aquesta adopció i Srimant Jijabai fou declarada única hereva legal; estava casada amb un príncep de la branca júnior dels pavars de Dewas

## Llista de sobirans (dinastia Angria)
- Kanhoji Angria 1698-1729
- Sekhoji Angria de Kolaba 1729-1733

## Sarkhels de Suvarnadurg
- Sambhaji Angria de Suvarnadurg 1729-1733, de Kolaba i Suvarnadur 1733 - 1742 (associat a Tulaji)
- Tulaji 1742 - 1755, a Vjayadurg 1755-1756 (+1786)
- Ocupació britànica de Suvarnadurg el 1755 i de Vijayadurg el 1756 (però cedida als marathes el 1756 i administrada per la família Dhulap del 1756 al 1818)

## Branca de Vazaratmabs de Kolaba
- Yesaji i Manaji (governadors de Kolaba) 1733-1734
- Yesaji (sol) 1734
- Manaji I (sol, independent) 1734-1758
- Raghuji I 1758-1793
- Manaji II 1793-1796
  - Jay Singh, karbhari (regent) 1793-1795
  - Anandi Bai (vídua de Raghuji), regent 1795-1796
  - Jay Singh (segona vegada) 1796-1798
- Babu Rao Angria 1798-1813
- Fateh Singh 1813-1814
  - Kals Bai, vídua regent 1813-1814
- Manaji II (segona vegada) 1814-1817
- Raghuji II 1817-1838
  - Vinayak Parasuram Bivalkar, regent 1817-1821, ministre 1821-1838
  - Vídues Kamlabai, Ambikabai i Yasodabai a l'espera del naixement del fill de la darrera 1838-1839
- Khanhoji II 1839
  - Vinayak Parasuram Bivalkar i Kamlabai, regents 1839-1840
- Administració britànica 1840-1840, annexió 29 de desembre de 1843.